# Kim Jo-sun
Kim Jo-Sun (in coreano: 김 조순; 15 marzo 1975) è un'ex arciera sudcoreana.

## Palmarès

### Olimpiadi
- 1 medaglia:
  - 1 oro (Atlanta 1996 a squadre)

### Mondiali
- 1 medaglia:
  - 1 bronzo (Riom 1999 nell'individuale)

### Giochi asiatici
- 2 medaglie:
  - 2 ori (Bangkok 1998 nell'individuale; Bangkok 1998 a squadre)